# Norman Dolph
Norman Dolph (11. května 1939, Tulsa, Oklahoma, USA – 11. května 2022, New Haven, Connecticut) byl americký autor písní a zvukový inženýr. V roce 1966 se podílel na nahrávání alba The Velvet Underground & Nico newyorské skupiny The Velvet Underground. Oficiálním producentem byl Andy Warhol, který však ve studiu většinu času netrávil, a tak byl Dolph de facto také producentem desky. Dolph údajně místo peněz za práci obdržel jeden Warholův obraz. Později se věnoval například psaní písní. Nahrály je například skupiny Reunion (šlo spíše o projekt studiových hudebníků) a The Earls, stejně jako hudebníci Toney Lee, Eddie Kendricks, Dennis Parker, Bill Medley, Steve Rodway, Toney Lee a Jane Olivor.